# 보론촙스카야역
보론촙스카야역(러시아어: Воронцовская)은 2021년 12월 7일에 개장한 모스크바 지하철 볼샤야 콜체바야 선의 역이다. 역명은 보론촙스키 공원에서 유래한 것이다.

## 환승
보론촙스카야 역에서는 칼루시스코 리시스카야 선의 칼루시스카야 역과 상호 환승이 가능하다.